# Lee (fleuve)
Pour les articles homonymes, voir Lee.
Ne pas confondre avec la rivière Lea en Angleterre, orthographiée parfois en « Lee »
La Lee (en gaélique An Laoi) est un fleuve d'Irlande qui traverse le comté de Cork.

## Géographie
Il prend sa source dans les montagnes Shehy, à l'ouest du comté de Cork, et se jette dans la mer Celtique à Cork Harbour, sur la côte sud-ouest de l'Irlande, après avoir arrosé la ville de Cork.
Une usine hydro-électrique a été construite juste avant Cork. L’aviron y est pratiqué entre Cork et Tivoli.

### Articles liés
- Liste des cours d'eau d'Irlande